# Ruth Wilson Gilmore

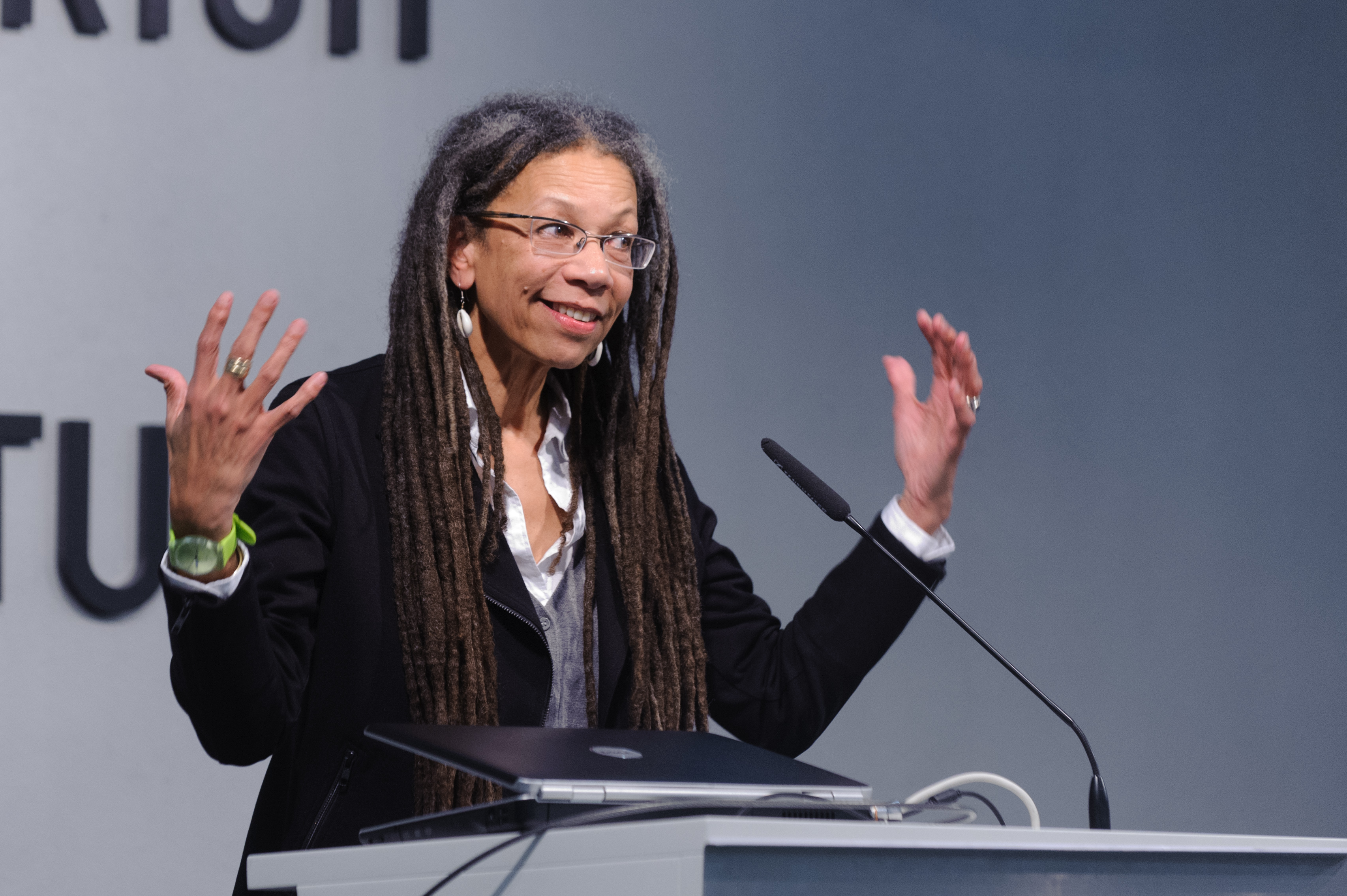
Ruth Wilson Gilmore (2012)

Ruth Wilson Gilmore (* 2. April 1950 in New Haven, Connecticut) ist eine US-amerikanische Geographin sowie Theoretikerin und Aktivistin des kriminologischen Abolitionismus. Sie ist Professorin sowie Direktorin des Center for Place, Culture, and Politics an der City University of New York (CUNY). Sie entwickelte eine Geographie des Abolitionismus.

## Leben und Wirken
Gilmore entstammt einer gewerkschaftlich orientierten afroamerikanischen Familie. Sie besuchte ab 1960 als eine der wenigen Angehörigen der Arbeiterklasse und als erste afroamerikanische Schülerin eine Privatschule in New Haven.
1968 begann sie ein Studium am Swarthmore College in Pennsylvania und beteiligte sich auf dem Campus an studentischen Protestaktionen gegen Rassismus bei den Studienzulassungen. 1969 besetzte sie gemeinsam mit Fania Davis, der jüngeren Schwester von Angela Davis, und anderen das Zulassungsbüro der Hochschule. Nach dem plötzlichen Tod des Universitätspräsidenten behaupteten weiße Studenten, die Besetzung sei daran schuld. Wenig später erfuhr Gilmore von der Ermordung ihres Cousins John Huggins und eines weiteren Angehörigen der Black Panther Party, Bunchy Carter, an der University of California, Los Angeles. Unter dem Eindruck dieser Ereignisse brach Gilmore ihr Studium am Swarthmore College ab und kehrte in ihre Heimatstadt New Haven zurück. Bald darauf nahm sie ein Studium an der Yale University auf, wo sie erst ein Bachelor- und dann ein Master-Examen in Literaturwissenschaft ablegte.
In den zwei folgenden Jahrzehnten ging Gilmore unterschiedlichen Beschäftigungen nach, so war sie zum Beispiel Automechanikerin, war aber auch als Dozentin für Black Studies am Pomona College in Claremont, Kalifornien, und an der University of California, Los Angeles, tätig. Im Alter von 43 Jahren begann sie ein Studium der Wirtschaftsgeographie an der Rutgers University, das sie 1998 mit der Promotion zur Ph.D. abschloss. Bevor sie Professorin für Geo- und Umweltwissenschaften, Amerikanistik und Africana Studies an der CUNY wurde, war sie Assistenzprofessorin an der University of California, Berkeley, wo sie ein Konzept für eine Geographie der Krebserkrankungen entwarf.

## Politische Einstellungen
Im Oktober 2024 gehörte Gilmore zu den Unterzeichnern eines Aufrufs zum Boykott israelischer Kulturinstitutionen, „die an der überwältigenden Unterdrückung der Palästinenser mitschuldig sind oder diese stillschweigend beobachtet haben“.

## Auszeichnungen
- 2012 – Angela Y. Davis Prize der ASA[8].
- 2014 – Harold M. Rose Award for Anti-Racism Research and Practice der (AAG)[9]
- 2017 – Richard A. Yarborough Award der American Studies Association (ASA)[10]
- 2020 – Lifetime Achievement Award der der American Association of Geographers AAG[11]
- 2021 – Wahl in die American Academy of Arts and Sciences[12]
- 2023 – Ehrendoktorwürde der Clark University[13]

## Schriften (Auswahl)
- Golden gulag. Prisons, surplus, crisis, and opposition in globalizing California. University of California Press, Berkeley 2007, ISBN 978-0-520-22256-4.
- Abolition geography. Essays towards liberation. Verso, London/New York 2022, ISBN 978-1-83976-170-6.

### In deutscher Übersetzung
- Globalisierung und US-Gefängnisindustrie. Über den Übergang vom militärischen Keynesianismus zum post-keynesianischen Militarismus. In: springerin, Heft 4/1998, S. 41–43.
- Geographien des Abolitionismus und das Problem der Unschuld. In: Mike Laufenberg, Vanessa E. Thompson (Hrsg.), Sicherheit. Rassismuskritische und feministische Beiträge. Verlag Westfälisches Dampfboot, Münster 2021, ISBN 978-3-89691-249-7, S. 160–181.
- Was tun? In: Daniel Loick/Vanessa E. Thompson (Hrsg.), Abolitionismus. Ein Reader. Suhrkamp, Berlin 2022. ISBN 978-3-518-29964-7, S. 515–521, übersetzt von Mihir Sharma; zuerst als What Is to Be Done, in: Golden gulag. Prisons, surplus, crisis, and opposition in globalizing California. University of California Press, Berkeley 2007, ISBN 978-0-520-22256-4, S. 241–248.